# ماريا إيلينا تشابا
ماريا إيلينا تشابا (19 أبريل 1944 - 9 أغسطس 2021) كانت سياسية مكسيكية، شغلت منصب نائب وعضو في مجلس الشيوخ.